# 諫早おこし
諫早おこし（いさはやおこし）は、長崎県諫早市特産のおこしの一種。「砂糖文化を広めた長崎街道～シュガーロード～」の構成文化財として日本遺産に認定されている。

## 歴史
おこしは遣唐使によって伝えられたとされているが、諫早おこしが作られるようになったのは江戸時代後期で大規模な干拓によって生産量が増えた米が原料になっている。また、長崎から小倉（北九州市）までの長崎街道には砂糖の輸入によって独特な砂糖文化ができ、「諫早おこし」と黒糖を砕くための「諫早おこし道具」が2020年に「砂糖文化を広めた長崎街道～シュガーロード～」の構成文化財として日本遺産に認定された。
伝統的な「黒おこし」は乾飯（蒸してから乾燥させた米を炒ったもの）と黒砂糖、水飴が原料になっている。

## 主な店舗
- 杉谷本店
- 菓秀苑森長
- つかさ本舗 - 1942年創業でピーナッツを使った商品などを販売していたが道路拡幅工事の対象となりコロナ禍による観光客減少もあったことから2021年7月末に閉店した[3]。